# Bożyszcze tłumów
Bożyszcze tłumów (oryginalny tytuł Everybody's All-American) – amerykański dramat filmowy w reżyserii Taylora Hackforda. Film powstał na podstawie powieści Everybody's All-American Franka Deforda.

## Fabuła
Gavin Grey (Dennis Quaid), bohater uniwersyteckiej drużyny futbolowej, zakochuje się w Babs Rogers (Jessica Lange), najpiękniejszej dziewczynie na uczelni. „Złota para” bierze ślub. Wspólne życie dalekie jest jednak od sielanki. Gavin, bożyszcze tłumów, nie potrafi pogodzić się z końcem kariery i przyjąć na siebie domowych obowiązków, Babs próbuje być żoną idealną i utrzymać więzy łączące członków rodziny. Ich związek na przestrzeni prawie trzech dekad obserwuje Donnie (Timothy Hutton), bratanek Gavina i jednocześnie najlepszy przyjaciel Babs.

## Obsada
- Jessica Lange – Babs Rogers Grey
- Dennis Quaid – Gavin Grey
- Timothy Hutton – Donnie 'Cake'
- John Goodman – Lawrence
- Carl Lumbly – Narvel Blue
- Ray Baker – Bolling Kiely
- Savannah Smith Boucher – Darlene Kiely
- Patricia Clarkson – Leslie Stone
- Joseph Meyer – Pep Leader
- J. Kevin Brune – współlokator
- Wayne Knight – Fraternity Pisser
- Roy B. Stewart Sr. – Junie
- Pat Pierre Perkins – Willy Mae
- Aaron Neville – człowiek z pistoletem
- Shawn Burks – Georgia Center